# The Wizard
"The Wizard" é uma canção da banda de heavy metal britânica Black Sabbath, que compõe o álbum Black Sabbath de 1970. Ela é a segunda faixa e foi composta pelos quatro membros do grupo, e foi produzida por Rodger Bain. "The Wizard" também compôs o lado B da faixa-título do segundo álbum da banda, Paranoid.
A canção foi indicada ao Grammy Award na categoria "Best Metal Performance" em 2002.

## Informação
A canção é sobre um mago que usa sua magia para encorajar as pessoas que ele encontra. Em 2005, o baixista e o letrista da banda, Geezer Butler, disse durante uma entrevista com Metal Sludge que a letra da música foi inspirada no personagem Gandalf de O Senhor dos Anéis.

## Créditos
A seguir, as pessoas que participaram da gravação da música:
- Ozzy Osbourne – vocal, harmônica
- Tony Iommi – guitarra, Slide guitar
- Geezer Butler – baixo
- Bill Ward – bateria

## Regravações
A canção foi regravada por Bullring Brummies para o álbum tributo a Black Sabbath, Nativity in Black.